# Bolama (stad)
Bolama is een stad in Guinee-Bissau en is de hoofdplaats van de gelijknamige regio Bolama. De stad telt 10.014 inwoners (2008).